# والگوارنرا کاروپپه
والگوارنرا کاروپپه (به ایتالیایی: Valguarnera Caropepe) یک کومونه در ایتالیا است که در استان انا واقع شده‌است. والگوارنرا کاروپپه ۹٫۳۲ کیلومتر مربع مساحت و ۸٬۰۹۲ نفر جمعیت دارد و ۵۹۰ متر بالاتر از سطح دریا واقع شده‌است.